# Vosne-Romanée
Vosne-Romanée település Franciaországban, Côte-d’Or megyében. Lakosainak száma 341 fő (2022. január 1.). Vosne-Romanée Vougeot, Boncourt-le-Bois, Flagey-Echézeaux és Nuits-Saint-Georges községekkel határos.

## Népesség
A település népessége az elmúlt években az alábbi módon változott:
| Lakosok száma | 654  | 530  | 464  | 444  | 372  | 360  | 346  | 339  | 338  | 341  |
|               | 1968 | 1982 | 1990 | 2006 | 2013 | 2015 | 2017 | 2019 | 2020 | 2022 |